# Pla de Busa
El pla de Busa és un ampli altiplà tallat per les cingleres de l'Areny, del Moro i de la Creu, amb desnivells de més de 300 metres. S'estén des de la Valldora a llevant fins a la del Cardener a ponent.

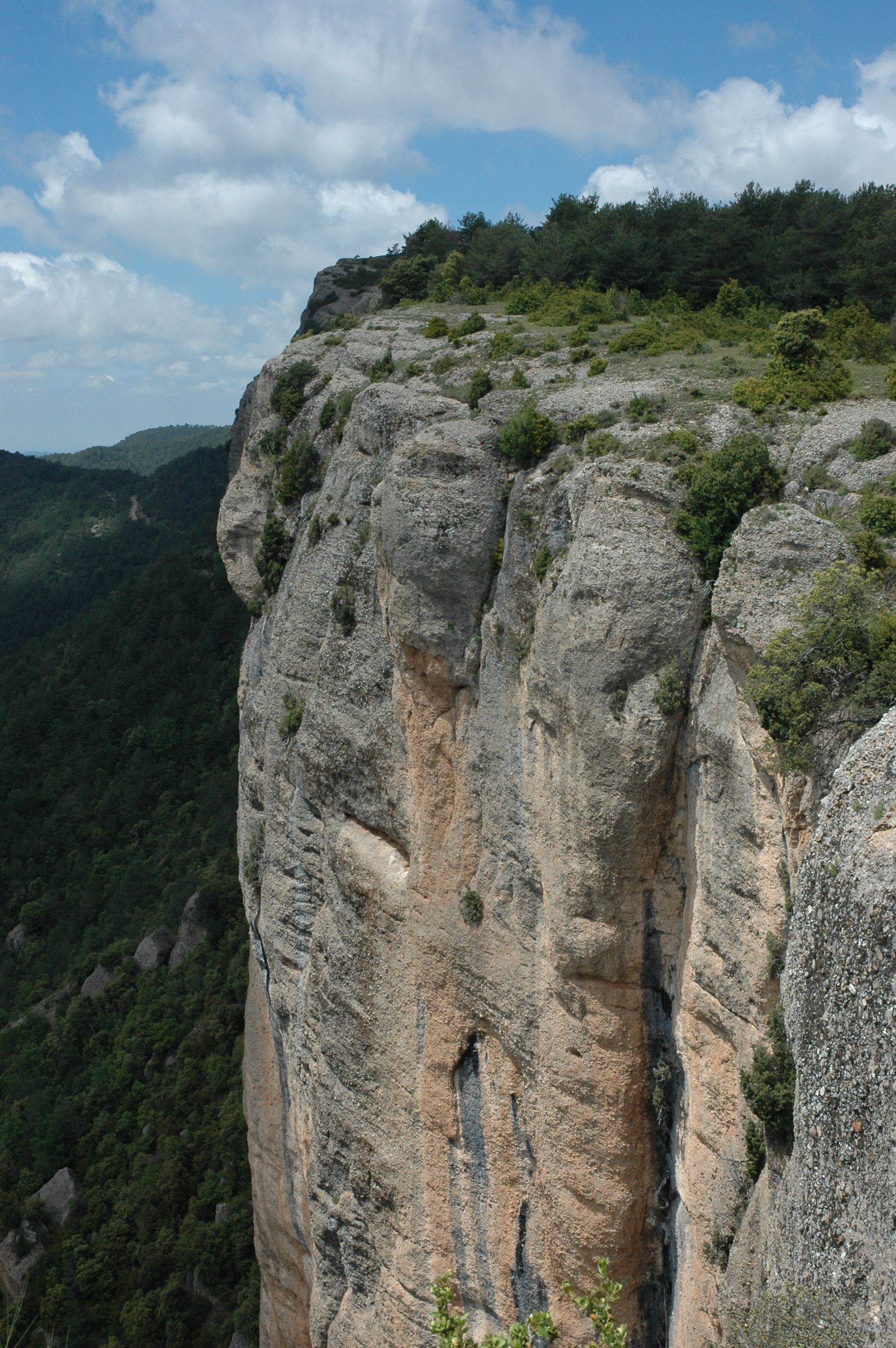
El cingle de la Creu, que tanca l'altiplà cap a migdia

Aquest pla és una illa natural sobre dels penyals de la serra de Busa on destaca la presència de la casa Rial, única masia encara habitada de forma permanent. Al segle xiv n'hi havia disset i a mitjans del segle xviii la parròquia tenia 63 habitants. A la vora hi ha l'església parroquial de Sant Cristòfol, una esglesiola força ben conservada, originària del segle xi i totalment reformada l'any 1758, com ho indica la llinda.
No fou fins a mitjans del segle XX que va obrir-se la primera pista per accedir al pla de Busa. Fins llavors arribar-hi solament era possible per corriols, camins de bast i algun camí carreter que superaven les cingleres a través de diversos graus escampats pels quatre punts cardinals. A principis del segle XXI es va començar a asfaltar la carretera que hi mena un tros cada any, restant ja només uns pocs quilòmetres.
Al fons del pla, cap a ponent, hi ha l'espectacular presó de Busa.